# Diane de France
Diane de France, duchesse d'Angoulême, née à Paris le 25 juillet 1538, morte à Paris le 11 janvier 1619, est une princesse française contemporaine des guerres de Religion.
Fille légitimée du roi Henri II et de Filippa Duci, et épouse de François de Montmorency, sa vie se trouve étroitement liée au destin de la famille royale et à la maison des Montmorency. Elle constitue un appui important de la monarchie durant le soulèvement de la Ligue.
Elle meurt à l'âge de 80 ans, ayant vécu sous le règne de sept rois. C'est son personnage qui apparaît dans le livre d'Alexandre Dumas, Les Deux Diane.

## Enfance
Née en juillet 1538, elle est la fille naturelle du Dauphin Henri (le futur Henri II) et de Filippa Duci, une Piémontaise.
Elle est élevée par la favorite Diane de Poitiers, ce qui fait dire à certains qu'elle est sa fille et celle du roi (c'est l'opinion de Brantôme). Elle profite d'une éducation soignée, parle plusieurs langues (espagnol, italien, latin), joue de plusieurs instruments et danse « fort bien ».
En juin 1547, son père Henri II signe un contrat avec les agents du Pape dans lequel il promet la jeune Diane à Horace Farnèse (1531-1553), fils de Pierre-Louis Farnèse et de Gerolama Orsini, et petit-fils du pape Paul III, mais élevé en France, à la cour de François Ier. En échange, Horace (Orazio en italien) reçoit le duché de Castro et une rente annuelle de 25 000 écus. Diane est légitimée en 1548 (elle a 10 ans).
A 15 ans, le 13 février 1553 à Paris, elle épouse Horace Farnèse, alors investi du duché de Castro. Celui-ci meurt au combat à la Bataille d'Hesdin le 18 juillet suivant, tué par un arquebusier, la laissant veuve après seulement cinq mois de mariage.

## Règne des derniers Valois
Le 3 mai 1557, à Villers-Cotterêts, le roi la remarie à François de Montmorency (1530-1579), fils aîné du connétable Anne de Montmorency. Le connétable dira de sa belle-fille à Henri II que « c'était la seule de ses enfants qui lui ressemblât ».
Après la mort d'Henri II en 1559, elle est très appréciée par ses demi-frères Charles IX et Henri III qui la titre duchesse de Châtellerault en 1563, d'Étampes en 1573 puis, après son veuvage en 1579, lui donne en apanage en 1582 le duché d'Angoulême et le comté de Ponthieu. Elle est également dame de Cognac, de Merpins, et d'Hérisson.
Elle réside souvent au « château du bois de Vincennes », résidence de la famille de Montmorency, mais en 1584 elle se fait construire, à l'angle de la rue des Francs-Bourgeois et de la rue Pavée, un bel hôtel, l'Hôtel d'Angoulême, connu de nos jours sous le nom d'« hôtel Lamoignon ».
Fin 1588, après l'exécution sommaire du duc de Guise et de son frère le cardinal de Guise, elle négocie la réconciliation d'Henri III de France avec son héritier, le roi Henri III de Navarre.

## Règne d'HenriIV
En 1589, après l'assassinat de son demi-frère le roi Henri III, elle s'installe en Touraine, à Civray-de-Touraine, puis à Notre Dame La Riche où elle demeure jusqu'en 1594 (évitant ainsi Paris et les luttes de pouvoir entre la Ligue et Henri de Navarre, devenu le roi Henri IV de France).
En 1594, elle quitte la Touraine pour revenir à Paris, à Vincennes ou à Fontainebleau. Elle jouit d'un grand crédit auprès d'Henri IV, et se voit chargée de l'éducation du Dauphin, le futur Louis XIII.
En 1609, c'est elle qui rapatrie la dépouille de Catherine de Médicis de Blois à la Basilique de Saint Denis auprès de son époux, le roi Henri II, père naturel de Diane.

## Décès
En 1619, Diane de France, duchesse d'Angoulême, meurt le 11 janvier, âgée de 80 ans, sans descendance, sa fille Anne et son fils François, nés de son deuxième mariage, étant morts jeunes. Le 8 février suivant, son corps est inhumé dans l'église du couvent des Minimes de la place Royale à Paris, où une épitaphe est dressée. Une plaque de cuivre sur le cercueil portait l'inscription « Diane de France, fille et sœur légitime du Roy, duchesse d'Angoulesme, douairière de Montmorency, décédée à Paris en janvier 1619. ».

## Statue funéraire par Thomas Boudin

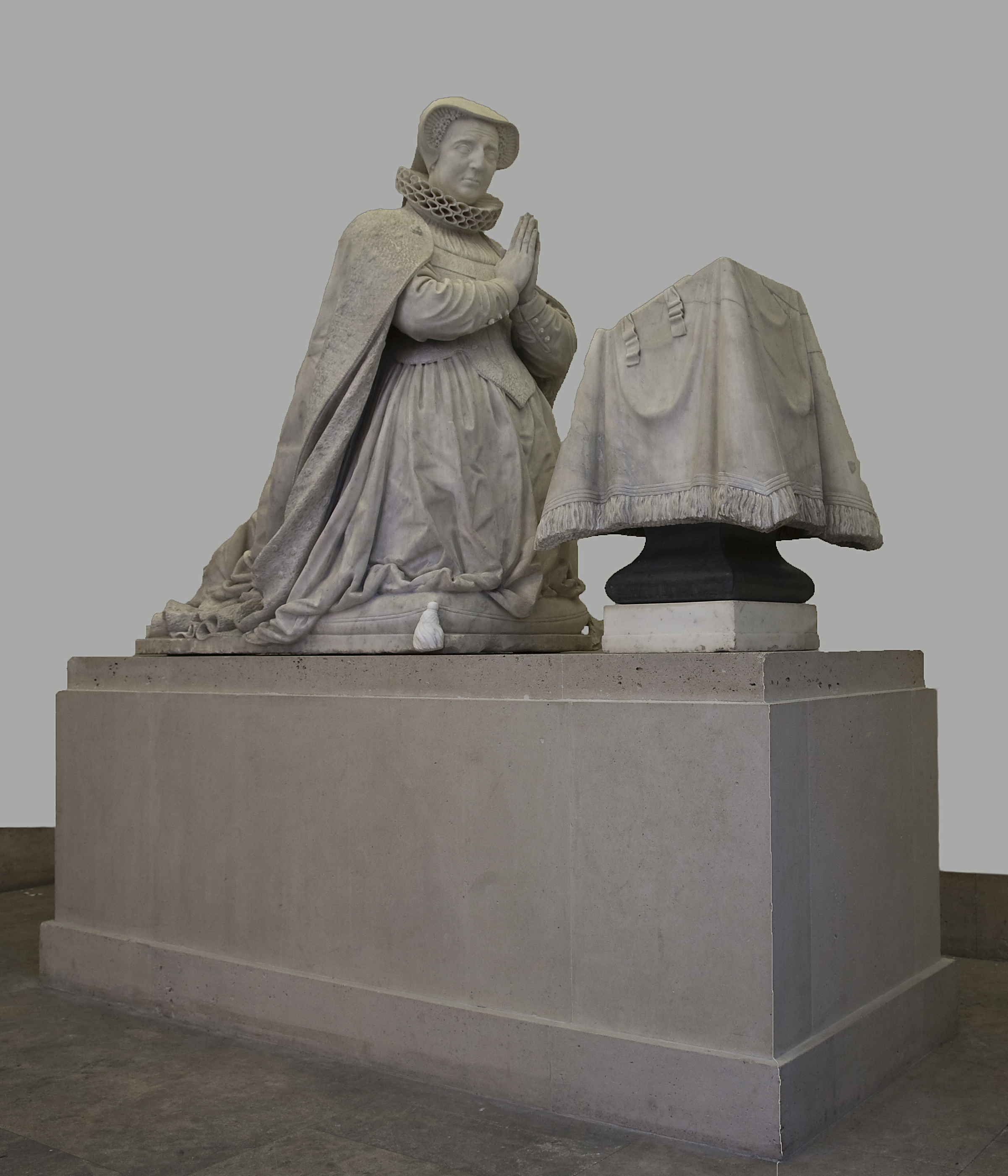
Thomas Boudin : Statue funéraire de Diane d'Angoulême, marbre, 1623 (Bibliothèque historique de la Ville de Paris)

Le tombeau de Diane de France, duchesse d'Angoulême, placé dans la chapelle d'Angoulême de l'église du couvent des Minimes de la place Royale fut orné en 1621-1623 d'une statue funéraire en marbre, exécutée par le sculpteur des Bâtiments Royaux (de 1618 à sa mort, en 1637) Thomas Boudin.
La disposition de la statue dans la chapelle ainsi que la configuration et la décoration somptueuse de cette dernière sont connues par la description qu'en a fait Sauval, et par deux dessins, l'un de la collection Gaignières, l'autre de l'album Lenoir (fol. 4).
Diane de France est représentée en position traditionnelle d'orante, mais il est possible que la commande ait particulièrement voulu évoquer une de ses attitudes familières, telle qu'elle est citée dans la Harangue funèbre que lui a consacrée Mathieu de Morgues : « Son oraison estoit humble, et servante: lorsqu’elle prioit, la composition de son visage &  de ses mains tesmoignoit une grande attention intérieure, & il estoit aisé de lire dans ses yeux les affections de son ame. »
Cette œuvre est le seul élément du monument funéraire de la duchesse qu'Alexandre Lenoir parvint à soustraire à la fureur destructrice des révolutionnaires. Elle fut répertoriée et attribuée à Boudin dans le Catalogue du Musée des monuments français (no 118).
Lorsque ce musée, installé depuis 1795 dans l'ancien couvent des Petits-Augustins, fut fermé en 1816 afin de libérer les lieux pour la nouvelle École des Beaux-Arts de l'Académie, ses collections furent dispersées. La statue échoua alors dans une crypte de la nécropole royale à Saint-Denis, où elle se trouvait encore en 1897, traînant, selon Paul Vitry, « sans socle, sans piédestal d'aucune sorte, à contre-jour, presque invisible, entre le Charlemagne de Gois et les énormités de Dupaty et de Cortot ». Propriété de l'Etat, elle fut classée monument historique au titre d'objet en 1906.
En 1956, la statue a été déposée par le Musée du Louvre à l'Hôtel d'Angoulême Lamoignon. Depuis 1969, elle est installée, avec la statue funéraire de son neveu Charles d'Angoulême exécutée en 1661 par Pierre II Biard, dans une aile moderne créée dans la cour de cet ancien hôtel particulier parisien qui fut la demeure de Diane de France et abrite aujourd'hui la Bibliothèque historique de la ville de Paris.